# James Burnett, Lord Monboddo
James Burnett, Lord Monboddo (keresztelésː 1714. október 25. – 1799. május 26.) skót bíró, a nyelvi evolúció tudósa, deista filozófus. Ma leginkább a modern összehasonlító történeti nyelvészet megalapítójaként ismert. 1767-ben bíró lett a skót Legfelsőbb Bíróságon.
Mint ilyen, Burnett tiszteletbeli címet kapott apja birtokának és családi székhelyének, a Monboddo-háznak a neve alapján. Monboddo egyike volt azoknak a tudósoknak, akik abban az időben részt vettek a biológiai evolúció korai koncepcióinak kidolgozásában. Néhányan neki tulajdonítják, hogy elvileg megelőlegezte a természetes kiválasztódás gondolatát. Erasmus Darwin - Charles Darwin nagyapja - olvasta és elismerte Monboddo ezirányú munkásságát.

## Korai évek
James Burnett 1714-ben született a skóciai Kincardineshire-ben, a Monboddo House-ban. A laurencekirki plébánia iskolájában végzett általános iskolai tanulmányait követően az aberdeeni Marischal College-ban tanult, ahol 1729-ben szerzett diplomát. Ezután három évig polgárjogot tanult a Groningeni Egyetemen. 1736-ban visszatért Skóciába, hogy Edinburghban maradjon. A városban töltött első éjszakáján szemtanúja volt John Porteous kapitány, a városi őrség parancsnoka meglincselésének. 1737 - ben polgárjogból vizsgázott az Edinburgh Egyetemen, és felvételt nyert az Ügyvédi Karra. 
Burnett feleségül vette Elizabethe Farquharsont, két lányuk és egy fiuk született. A kisebbik lánya, Elizabeth Burnett egy edinburghi híresség volt, szépségéről és kedvességéről ismert, de 24 éves korában meghalt. Burnett barátja, a skót költő, Robert Burns romantikus érdeklődést mutatott Elizabeth iránt, és verset írt "Elegy on The Late Miss Burnet of Monboddo" címmel.

## Későbbi években

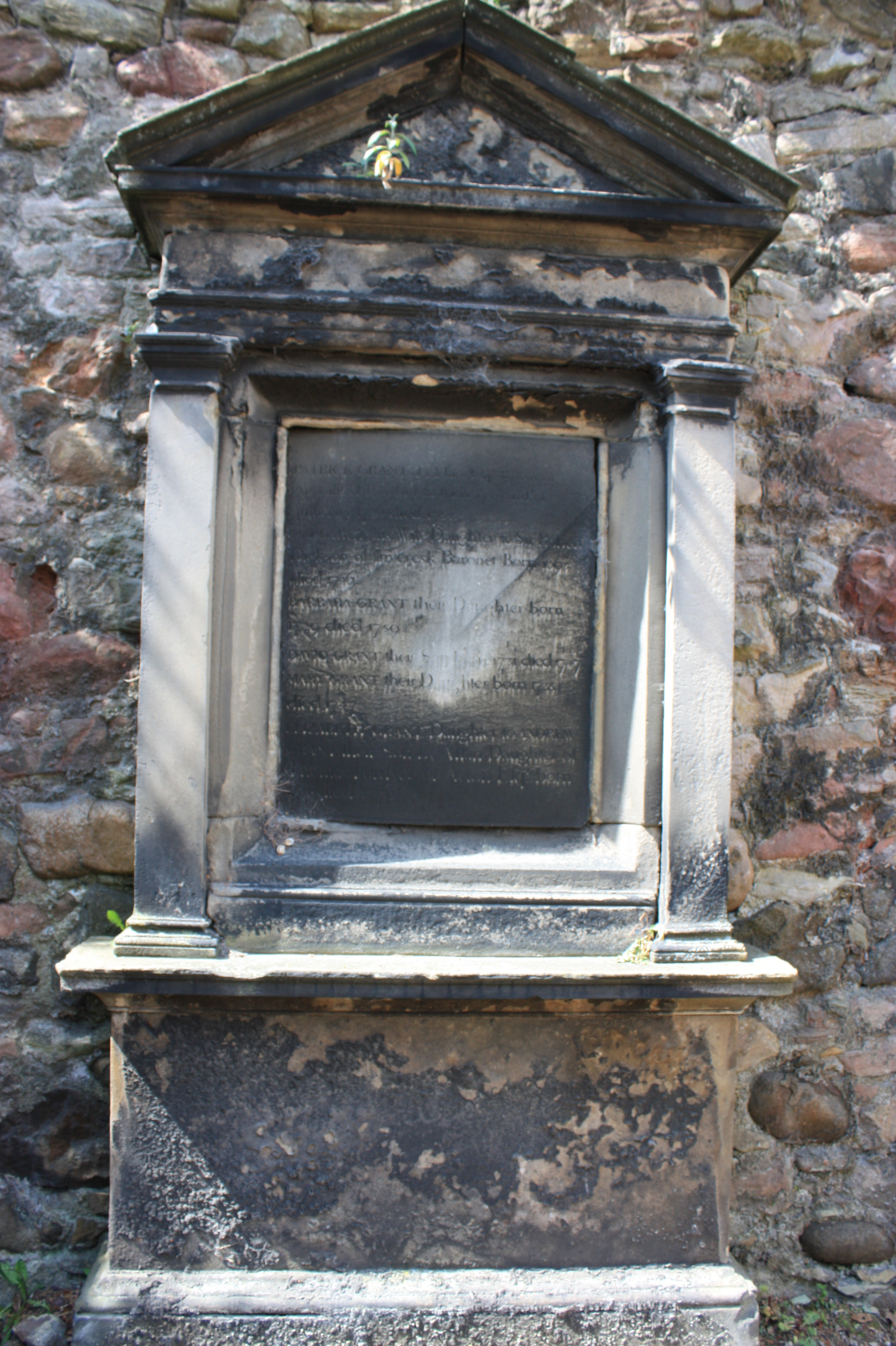
Lord Patrick Grant sírja, Greyfriars Kirkyard – Lord Monboddóval

Monboddo kapcsolatban állt David Hume-mal.

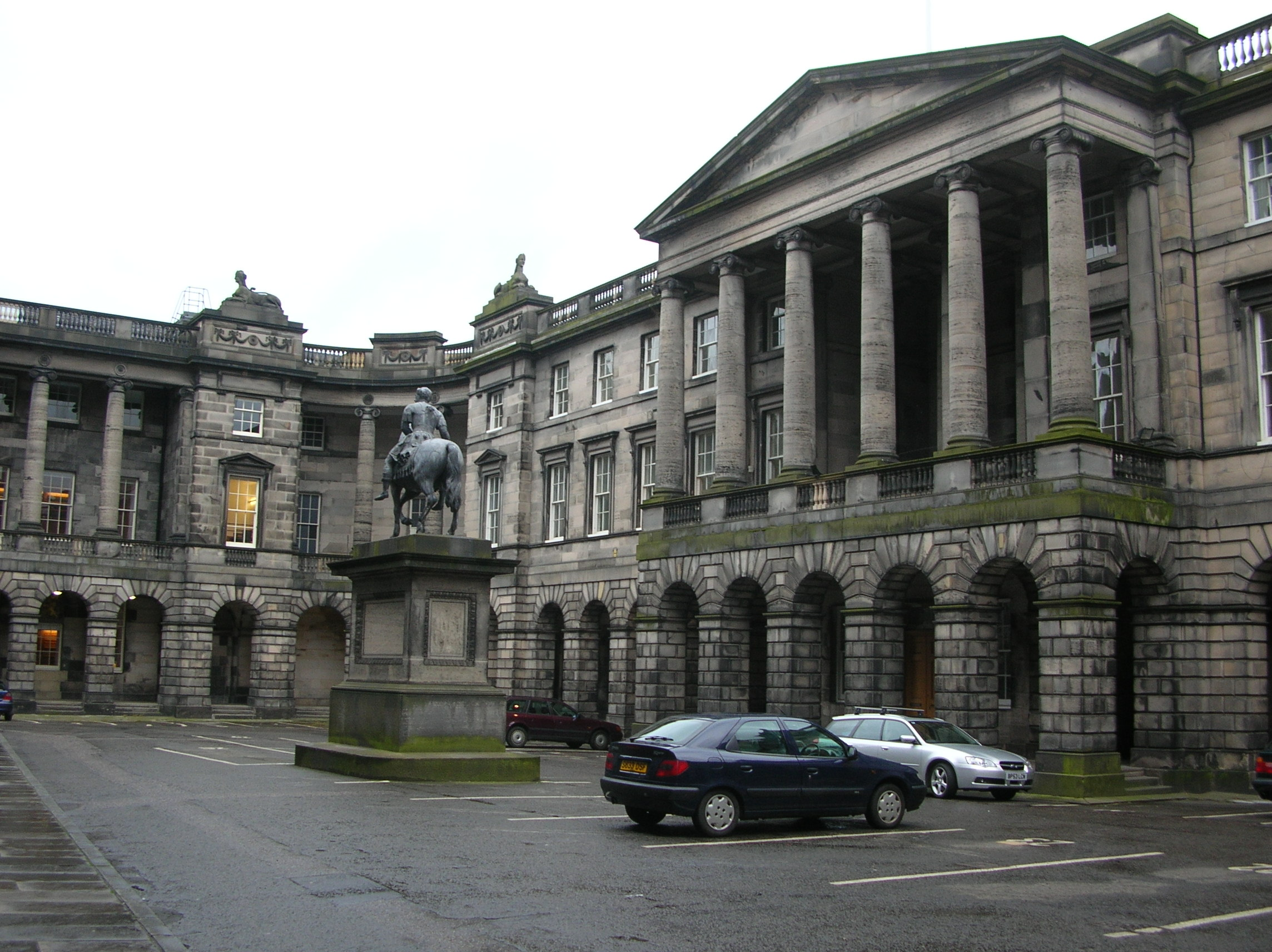
A régi Parlament épülete, ahol a Session bírósága található

Abban a korszakban, amikor Monboddot a Legfelsőbb Bíróság bírójává nevezték ki, vacsorákat szervezett a St John Street 13. szám alatti házában, Edinburgh óvárosában, ahol előadásokat tartott és a helyi értelmiségeikkel megvitatta azokat.
Monboddo otthon halt meg a St John Street 13. szám alatt Edinburgh Canongate kerületében 1799. május 26-án.

## Történeti nyelvészet
Az eredetileg 1774 és 1792 között hat kötetben megjelent The Origin and Progress of Language (A nyelvek eredete és fejlődése) című művében Burnett a nyelvek szerkezetét elemezte, és azzal érvelt, hogy az emberek nyelvi készségeit a változó környezet és társadalmi struktúrák hatására fejlesztették ki. Burnett volt az első, aki megjegyezte, hogy egyes nyelvek meglehetősen egyszerű fogalmakhoz hoznak létre hosszú szavakat. Úgy érvelt, hogy a korai nyelvekben szükség volt az egyértelműségre, így beépítették a redundancia és a látszólag szükségtelen szótagok hozzáadása. Arra a következtetésre jutott, hogy ez a nyelvi forma akkor alakult ki, amikor az egyértelmű kommunikáció a veszély elkerülésének meghatározója lehet.
Monboddo az európaiak által gyarmatosított népek nyelveit tanulmányozta, köztük a karib, eszkimó, huron, algonqui, perui ( kecsua ?) és tahiti népek nyelveit. Látta a több szótagú szavak túlsúlyát, míg néhány elődje ezeket a nyelveket egy szótagos morgások sorozatának tekintette. Azt is megfigyelte, hogy a huronban a nagyon hasonló tárgyakra vonatkozó szavak elképesztően eltérőek. Ez arra a felismerésre késztette Monboddot, hogy ezeknek az embereknek a modern civilizációknál korlátozottabb számú témában kell megbízhatóan kommunikálniuk, ami sok szó többtagú és redundáns jellegéhez vezetett. Azt az ötletet is felvetette, hogy ezek a nyelvek általában magánhangzókban gazdagok, és ennek megfelelően az olyan nyelvek, mint a német és az angol, magánhangzó-hiányosak. Burnett szerint ez az eltérés részben az észak-európai nyelvek nagyobb szókincséből és a többszótagú tartalom iránti igény csökkenéséből adódik.
Monboddo emellett népszerűsítette Marcus Zuerius van Boxhorn 17. századi „szkíta” protonyelv-elméletét, nyomon követte a modern európai nyelvek fejlődését, és különösen nagy erőfeszítéseket tett az ókori görög nyelv megértésére, amelyben jártas volt. Azzal érvelt, hogy a görög a valaha létezett legtökéletesebb nyelv összetett szerkezete és tonalitása miatt, amely képessé teszi az árnyalatok széles skálájának kifejezésére. Monboddo volt az első, aki megfogalmazta a ma egyetlen eredet hipotézisének nevezett elméletet, amely szerint minden emberi eredet a Föld egyetlen régiójából származik; erre a következtetésre jutott a nyelvi evolúcióból származó érveléssel (Jones, 1789).

## Evolúciós teoretikus
Erasmus Darwin megemlíti Monboddo munkáját publikációiban (Darwin 1803). A későbbi írók Monboddo elemzését az evolúcióelmélet előfutárának tekintik, az azonban nem biztos, hogy Charles Darwin olvasta Monboddót. Monboddo vitázott Buffonnal az ember más főemlősökhöz való viszonyáról, elutasította Buffon elemzését, és azzal érvelt, hogy az emberszabású majomnak rokonnak kell lennie az ember fajával: az emberszabású majmot néha az „ember testvéreként” emlegette.
Monboddo lehetett az első, aki összefüggésbe hozza a főemlősökből kifejlődött és a korai emberekben továbbfejlődő nyelvi készségeket (Monboddo, 1773). Arról írt, hogy a nyelvi képesség az idők során nemcsak a készségek, hanem a hangképző szervek (száj, hangszálak, nyelv, torok) fizikai formáiban is megváltozott, ami arra utal, hogy ő alakította ki az evolúciós adaptív változás fogalmát.
Kifejti továbbá azokat az előnyöket, amelyeket a főemlősök környezetükhöz, sőt a főemlősök társadalmi struktúráihoz való alkalmazkodó változása teremt. 1772-ben James Harrisnak írt levelében Monboddo úgy fogalmazott, hogy a nyelvi evolúció elmélete (Harris 1772) egyszerűen része annak a módnak, ahogyan az ember az alacsonyabb rendű állatokból fejlődött, ami az evolúciós gondolkodás egyértelmű előzménye. Továbbá részletes elméletet dolgozott ki arra vonatkozóan, hogy az ember hogyan sajátította el adaptív módon a nyelvet, hogy jobban megbirkózzon környezetével és társadalmi szükségleteivel. Azzal érvelt, hogy a nyelv fejlődése az események menetéhez kötődik: először az eszközhasználat, majd a társadalmi struktúrák és végül a nyelv fejlesztése. Ez a felfogás igen szembetűnő volt korában, mert eltávolodott attól a klasszikus vallásos gondolkodástól, hogy az ember azonnal létrejött, és a nyelvet Isten jelentette ki. Monboddo valójában mélyen vallásos volt, és rámutatott, hogy a teremtés eseményei valószínűleg csak allegóriák voltak, és nem vitatta, hogy az univerzumot Isten teremtette.
Mezőgazdasági szakemberként és lótenyésztőként Monboddo teljesen tisztában volt a szelektív tenyésztés jelentőségével. Műveiben kijelentette, hogy a degeneratív tulajdonságokat az egymást követő nemzedékek örökölhetik, és a lények a párok szelektív megválasztásával biológiai értelemben javíthatják a következő generációt. Ez arra utal, hogy Monboddo megértette a természetes folyamatok szerepét az evolúcióban; a mesterséges szelekció volt a kiindulópont sok proto-evolúciós gondolkodónak, és magának Darwinnak is.
Monboddo azzal küszködött, hogyan alakulhat ki az ember az állatból isteni beavatkozás nélkül. Ez jellemző a deistának nevezett gondolkodásmódra. A nyelvfejlődés egész elméletét dolgozta ki az egyiptomi civilizáció körül, hogy segítse annak megértését, hogyan származott az ember az állatoktól, mivel a nyelv virágzását az egyiptomiak más kultúrák nyelvi ismereteinek átadásán keresztül fejtette ki. Monboddo a korai embereket vadon élő, magányos, növényevő négylábúaknak tartotta. Úgy gondolta, hogy a korabeli emberek sok betegségben szenvedtek, mert kivonták őket kezdeti környezeti állapotukból.

## Fordítás
Ez a szócikk részben vagy egészben  a   James Burnett, Lord Monboddo című angol Wikipédia-szócikk ezen változatának fordításán alapul.  Az eredeti cikk szerkesztőit annak laptörténete sorolja fel. Ez a jelzés csupán a megfogalmazás eredetét és a szerzői jogokat jelzi, nem szolgál a cikkben szereplő információk forrásmegjelöléseként.